# 米子市立淀江中学校
米子市立淀江中学校（よなごしりつ よどえちゅうがっこう）は、鳥取県米子市淀江町西原にある公立中学校。

## 沿革
- 1947年（昭和22年）4月 - 淀江町・宇田川村・大和村・高麗村組合立淀江中学校創立[2]。
- 1948年（昭和23年）12月 - 新校舎落成。
- 1949年（昭和24年）4月 - 高麗村・大和村が本組合より分離、淀江町宇田川村学校組合立淀江中学校と改称。
- 1955年（昭和30年）9月1日 - 新淀江町発足に伴い、淀江町立淀江中学校と改称。
- 1979年（昭和54年）4月20日 - 校舎改築。
- 2005年（平成17年）3月31日 - 淀江町が米子市（第1次）と新設合併して米子市（第2次）となり、米子市立淀江中学校と改称。

## 部活動

### 運動部
- 野球部
- 駅伝部
- 剣道部
- 卓球部
- サッカー部
- ソフトテニス部
- バレーボール部
- バスケットボール部

### 文化部
- 吹奏楽部
- 生活文化部美術部

## 校区
- 校区は、淀江小学校の通学区域となっている。